# Moon Dae-sung
Moon Dae-sung (kor. 문대성; ur. 3 września 1976 w Inczon) – południowokoreański zawodnik taekwondo, mistrz olimpijski z Aten (2004), mistrz świata (1999).
W 2004 roku wystąpił na igrzyskach olimpijskich w Atenach. W kategorii powyżej 80 kg zwyciężył we wszystkich pojedynkach, dzięki czemu zdobył złoty medal i tytuł mistrza olimpijskiego. 
W 1999 roku zdobył złoty medal mistrzostw świata, w 2000 roku złoty medal mistrzostw Azji, w 2002 roku złote medale igrzysk azjatyckich i wojskowych mistrzostw świata, a w 1996 i 1998 roku złote medale akademickich mistrzostw świata.
W latach 2008–2016 był członkiem Międzynarodowego Komitetu Olimpijskiego.